# Уитиър
Уитиър (на английски: Whittier) е град в окръг Лос Анджелис, Калифорния, Съединени американски щати. Намира се на 25 km от центъра на град Лос Анджелис. Населението му е 86 838 души (по приблизителна оценка от 2017 г.).
В Уитиър е родена певицата Стейси Фъргюсън (р. 1975).